# Rudi Fischer
Rudolf 'Rudi' Fischer (Stuttgart, 1912. április 19. – Luzern, 1976. december 30.) svájci autóversenyző, Formula–1-es pilóta.

## Eredményei

### Teljes Formula–1-es eredménylistája
(Táblázat értelmezése)

(Félkövér: pole-pozícióból indult; dőlt: leggyorsabb kört futott) 

| Év   | Csapat         | Modell      | Motor       | 1      | 2   | 3   | 4       | 5      | 6     | 7   | 8      | Helyezés | Pont |
| ---- | -------------- | ----------- | ----------- | ------ | --- | --- | ------- | ------ | ----- | --- | ------ | -------- | ---- |
| 1951 | Écurie Espadon | Ferrari 212 | Ferrari V12 | SUI 11 | 500 | BEL | FRA     | GBR    | GER 6 | ITA | ESP    | -        | 0    |
| 1952 | Écurie Espadon | Ferrari 500 | Ferrari L4  | SUI 2  | 500 | BEL | FRA 11* | GBR 13 | GER 3 | NED | ITA Ki | 4.       | 10   |

*: A saját Ferrari 500-asával nevezett és vett részt az időmérő edzésen, motorprobléma miatt azonban az előző évben használt Ferrari 212-vel állt rajthoz. A helyezést Peter Hirt-tel megosztva érte el.

## Fordítás
- Ez a szócikk részben vagy egészben  a   Rudi Fischer című angol Wikipédia-szócikk fordításán alapul.  Az eredeti cikk szerkesztőit annak laptörténete sorolja fel. Ez a jelzés csupán a megfogalmazás eredetét és a szerzői jogokat jelzi, nem szolgál a cikkben szereplő információk forrásmegjelöléseként.

## Külső hivatkozások
- Profilja a grandprix.com honlapon (angolul)
- Profilja a statsf1.com honlapon (angolul)